# ヒルズボロ城
ヒルズボロ城（英語: Hillsborough Castle）は、北アイルランドの官邸である。ヒルズボロ城は北アイルランド担当国務長官の公邸であり、イギリスの国王であるチャールズ3世の北アイルランドでの公邸である。それとともにイギリス王室が海外からの来賓を迎えるためのゲストハウスとしても使用されている。
ヒルズボロ城は1924年から北アイルランド総督の公邸として使用され、1973年に総督制が廃止されるまで続いた。現在では慈善団体であるヒストリック・ロイヤル・パレスが管理を行った上で、一般の有料会員に開放している。

## 沿革
カントリー・ダウンの南西の村であるロイヤル・ヒルズボロにあるヒルズボロ城は正式な城ではない。元はと言えば、ヒルズボロ城は1922年に第7代ダウンシャー侯爵アーサー・ヒルによって邸宅と敷地がイギリス政府に譲渡されるまで、ヒル家が暮らしていた18世紀のジョージ王朝時代建造のカントリー・ハウスであった。イギリス政府はヒルズボロ城をダウンシャー侯爵家から買い取ることで現実的な課題を解決することができたのである。1920年に制定された自治法案であるアイルランド統治法によって、アイルランド自由国の一部となったアルスター地方のキャバン県、ドニゴール県、およびモナハン県を除いた区域に北アイルランドと呼ばれるイギリスの新しい地域が誕生した。これにより、北アイルランドと姉妹地域となった南アイルランドは新しい議院内閣制（アイルランド評議会と共同）におけるアイルランド総督の支配下に置かれることになるはずだった。しかし、アイルランド大公の権限はアイルランド独立戦争の休戦条約として1921年に締結した英愛条約の法改正により廃止となったことで南アイルランド（実質上は地図上だけに存在していた地域）は姿を消し、アイルランド自由国が建国された。
その後、北アイルランドだけに北アイルランド総督という役職が設置されることになった。アイルランドの首都であるダブリンのバイスリーガル・ロッジが物理的および政治的な立場から使用できなくなり、新しい総督公邸が必要になり、北アイルランドの首府であるベルファストの郊外にあったヒルズボロ城が総督の公邸として最適であると判断された。その後の改修工事を経て、1922年12月12日に初代総督に就任した第3代アバコーン公爵ジェイムズ・ハミルトンが3年後の1925年にヒルズボロ城に移住した。総督の公邸になったことにより、ヒルズボロ城は正式に総督官邸に改称された。
ヒルズボロ城の敷地内には居住者および訪問者によって植樹された木々が数多くある。その中には北アイルランドの初代総督である第3代アバコーン公爵が1925年10月に植樹したトドマツなどがある。

## 近況
1972年3月、北アイルランドの分権制の廃止およびロンドンからの直接統治導入が決定されたことにより、北アイルランド総督および首相の官僚地位がすべて廃止されることになった。なお、北アイルランド総督と首相のポストは統合され、北アイルランド担当国務長官の名が新たに設置されることになった。それに伴い、北アイルランド担当国務長官はエリザベス女王の代理人としてヒルズボロ城に移住することになった。
ヒルズボロ城ではこれまでに1985年11月15日の英愛条約締結に伴う調印式や1999年に北アイルランド担当国務長官を務めたモー・モーラムによるヒルズボロ城の敷地一般開放などが行われるなど、その後も重要な会議や会合などに使用され新境地を切り開いた。

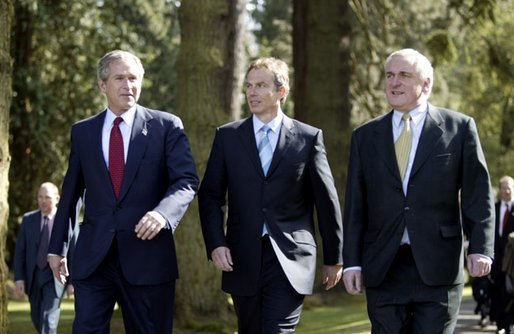
左からアメリカのジョージ・W・ブッシュ大統領、英国のトニー・ブレア首相、アイルランドのバーティ・アハーン首相（2003年4月8日、ヒルズボロ城にて）

2002年には北アイルランドを訪問したエリザベス女王とエジンバラ公フィリップがゴールデン・ジュビリーの一環としてヒルズボロ城に滞在し、2003年にはジョージ・W・ブッシュ米国大統領がヒルズボロ城を訪問した。

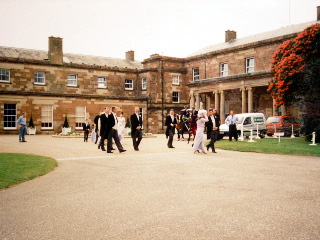
ヒルズボロ城を出て、散策に出かける客人たち

2010年1月、権力分立の逸脱や北アイルランド行政崩壊を招いた際には英国のゴードン・ブラウン首相、アイルランドのブライアン・カウエン首相、および北アイルランドの民主統一党とシン・フェイン党の代表によるアイルランドにおける警察官派遣を巡る北アイルランドの危機についての会談がヒルズボロ城で行われた。そして2014年4月、ウィリアム皇太子（当時）の叙任式がヒルズボロ城で行われたが、北アイルランドで叙任式が執り行われたのは王宮が叙任式の会場となって以来初めてのことであった。
2022年9月13日、国王チャールズ3世がカミラ王妃とともにヒルズボロ城を訪問し、北アイルランド行政府からのエリザベス女王の逝去に対する公式弔辞に応えた。